# Squanto

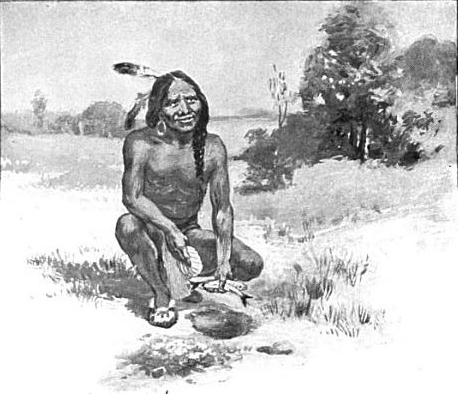
Representación de Squanto enseñando a los colonos a pescar (1911).

Tisquantum o Squanto (c. 1580-1622) fue un amerindio patuxet, tribu localizada en el actual territorio de Massachusetts, Estados Unidos. 
Los primeros datos que se conocen de este nativo, a pesar de la variedad de versiones, se relacionan con la llegada de John Smith a la zona del Cabo Cod en 1614; durante una expedición en la que levantaba mapas. En esa misión comisionó a Thomas Hunt para que iniciara relaciones comerciales con los nativos. Sin embargo, lo que hizo fue capturar a un grupo de individuos patuxet y nauset para venderlos como esclavos en Europa. Squanto estaba entre los cautivos. Hunt realizó su venta en Málaga, España. Un grupo de ellos fue adquirido por unos frailes locales y fueron educados bajo la doctrina cristiana y liberado de la esclavitud.  Entre ellos se encontraba Squanto. En esta estancia aprendió el idioma español.
Mientras, en su tierra natal, los patuxet y nauset se encontraban molestos por los constantes raptos, y por ello se mostraban hostiles con los europeos. No obstante, entre los años 1618 y 1619 su población fue minada por diversas enfermedades que arribaron junto a los visitantes, hasta el punto del exterminio. En ese tiempo, Squanto logró viajar a Inglaterra y trabajar con John Slaney; además pudo dominar el idioma inglés. Gracias a Slaney —que era tesorero de la Newfounland Company— pudo retornar a su terruño al ser mandado a la actual Isla de Terranova. Allí encontró a Thomas Dermer de la New England Company, quien consideró útil al nativo para iniciar transacciones con sus coterráneos, ya que podía servir de intérprete. Esto fue propuesto al jefe de la compañía, Ferdinando Gorges, que mandó por ellos desde Inglaterra para organizar la empresa. En 1619 retornaron a Nueva Inglaterra, pero se encontraron con la fatalidad de que los patuxet habían sido barridos por las enfermedades. Debido a esto, Squanto pasó a residir con los wampanoag, de quienes Massasoit era jefe.
A principios de 1621 Massasoit decidió iniciar relaciones con los emigrantes de Plymouth que pasaban un mal momento en el territorio. Primero decidió enviar a Samoset, que hablaba limitado el idioma inglés, y después hizo presencia Squanto, que lo hablaba fluido. Ambas partes lograron un tratado de ayuda mutua el 22 de marzo. Squanto, mientras tanto, fue un aliado fiel de los colonos al servirles de guía e intérprete; además les enseñó a cultivar maíz, construir viviendas y pescar en la región. A pesar de toda su valiosa ayuda, empezó a aprovecharse de su prestigio apropiándose de los tributos de nativos y embaucando a los ingleses de falsos ataques. Debido a esto, Massasoit decidió ejecutarlo; pero, debido a la llegada de nuevos colonos a la zona, fue resuelto que el embustero sería de ayuda por lo que fue puesto en libertad. Murió en noviembre de 1622 de viruela durante una misión a cargo del gobernador William Bradford.